# Palaeostomatidae
De Palaeostomatidae zijn een familie van zee-egels (Echinoidea) uit de orde Spatangoida.

## Geslachten
- Ditremaster Munier-Chalmas, 1885 †
- Palaeostoma Lovén, 1872
- Sarsiaster Mortensen, 1950
- Trachyaster Pomel, 1869 †